# Brunnby landskommun
Brunnby landskommun var en tidigare kommun i dåvarande Malmöhus län. 

## Administrativ historik
När 1862 års kommunalförordningar trädde i kraft inrättades cirka 2 400 landskommuner i sina motsvarande socknar över hela landet. I Brunnby socken i Luggude härad i Skåne bildades då denna kommun. Centralort var Brunnby kyrkby, där även kommunalhuset låg.
1 oktober 1907 inrättades municipalsamhället Mölle municipalsamhälle och 3 september 1915 ännu ett, nämligen Arilds municipalsamhälle. Båda municipalsamhällena upplöstes 31 december 1965.
Kommunen påverkades inte av kommunreformen 1952, men 1971 gick den upp i Höganäs kommun.
Kommunkoden 1952-1970 var 1201.

### Kyrklig tillhörighet
I kyrkligt hänseende tillhörde kommunen Brunnby församling.

## Kommunvapen
Blasonering: I blått fält en spets av guld belagd med ett andreaskors ovan åtföljt av en låga, båda röda.
Vapnet fastställdes av Kungl Maj:t den 27 juni 1957. Spetsen symboliserar Kullahalvön, lågan Kullens fyr och andreaskorset är hämtat från Luggude häradsvapen. När kommunen upphörde förlorade också vapnet sin giltighet. Vapenskölden finns kvar inne i den byggnad som tidigare kallades Brunnbygården och som numera inhyser Nyhamnsskolans småskola och fritidsverksamhet.

## Geografi
Brunnby landskommun omfattade den 1 januari 1952 en areal av 37,66 km², varav 37,48 km² land.

### Tätorter i kommunen 1960
| Tätort           | Folkmängd |
| ---------------- | --------- |
| Nyhamnsläge      | 494       |
| Mölle            | 472       |
| Arild            | 261       |
| Höganäs, del ava | 43        |

Tätortsgraden i kommunen var den 1 november 1960 52,0 procent.

## Politik

### Mandatfördelning i valen 1938-1966
| 10 | 2 | 13 |

| 22 |

| 11 | 14 |

| 21 | 4 |

| 11 | 14 |

| 20 | 5 |

| 8 | 10 | 7 |

| 22 |

| 8 | 10 | 7 |

| 22 |

| 7 | 14 | 4 |

| 23 |

| 9 | 4 | 4 | 8 |

| 22 |

| 9 | 4 | 4 | 8 |

| 21 | 4 |

## Övrigt
Företags- och föreningshandlingar från Brunnby, bland annat från elföreningen och potatisodlareföreningen, finns i förvar hos Skånes Näringslivsarkiv i Helsingborg.